# 中村邦晃
中村 邦晃（なかむら くにあき、1985年2月1日 - ）は、新潟県出身の俳優。

## 出演

### 映画
- 無防備（2009年） - 野村 役
- ユリ子のアロマ（2010年）
- お姉ちゃん、弟といく（2010年） - 森下康太郎 役
- 失はれる物語（2010年） - 主演
- どんずまり便器（2012年） - 圭 役
- 夜が終わる場所（2012年） - 主演：小嶋アキラ 役
- FUCK ME TO THE MOON（2013年）
- 隕石とインポテンツ（2013年）
- 螺旋銀河（2014年） - 寛人 役
- ぼくたちは上手にゆっくりできない。（2015年） - 主演
- THE HYBRID 鵺の仔（2015年） - 見越 役
- グドウマ

### テレビドラマ
- スパイ道 第17話「ドキュメント・スパイ戸田〜消えた女を追え〜」（2006年）
- ジョーカー 許されざる捜査官 第3話「偽装されたストーカー殺人」（2010年） - 猪俣政典 役
- 謎解きLIVE 忍びの里殺人事件 第2話（2014年）
- 西村京太郎サスペンス 十津川警部シリーズ 第53作「伊豆・踊り子号殺人ルート〜消えた一億円の謎〜」（2014年）

### オリジナルビデオ
- Fly Boy In The Sky（2004年）